# Mort Walker

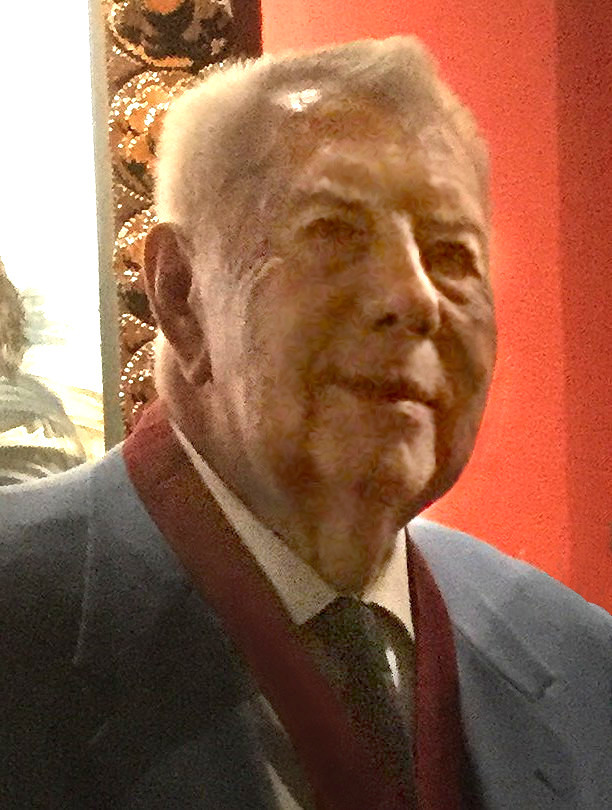
Mort Walker in 2016

Mort Walker, voluit Addison Morton Walker (El Dorado (Kansas), 3 september 1923 – Stamford (Connecticut), 27 januari 2018), was een Amerikaans cartoonist en striptekenaar. Zijn bekendste creatie is de stripreeks Beetle Bailey die hij startte in 1950.

## Biografie
Hij was al vroeg zeer actief en hij publiceerde zijn eerste komische gag op elfjarige leeftijd. Op zijn veertiende verkocht hij gags aan pulpmagazines als Flying Aces en Inside Detective. Een jaar later maakte hij een wekelijkse strip voor het Kansas City Journal. Op zijn achttiende was hij een hoofdontwerper bij Hallmark Cards.
Hij studeerde aan de universiteit van Missouri, maar in 1943 werd hij opgeroepen voor het leger. Hij diende op het einde van de Tweede Wereldoorlog in Italië. Hij studeerde af aan de universiteit van Missouri in 1948. Hij werd redacteur bij comicsuitgeverij Dell. In 1949 creëerde hij Spider, een wekelijkse tekening over een luie student voor de Saturday Evening Post. Die verving hij een jaar later door een langere strip rond soldaat Beetle Bailey, die werd verdeeld door King Features Syndicate. In 1965 verscheen ze al in 1.000 kranten. Als spin-off van de reeks ontwikkelde Walker in 1954 samen met tekenaar Dik Browne Hi and Lois.
Daarnaast maakte hij nog andere reeksen, waaronder:
- Mrs Fritz' Flats (1957-1972, met tekeningen van Frank Roberge)
- Sam's Strips (1961-1963, met tekeningen van Jerry Dumas; in 1977 heropgestart onder de titel Sam and Silo)
- Boner's Ark (1968-2000, met eigen tekeningen, onder het pseudoniem Addison)
- The Evermores (1982)
- Gamin and Patches (1987, onder het pseudoniem Addison)

In 1974 richtte Walker samen met Dik Browne het Museum of Cartoon Art op in Port Chester (New York). In 1992 verhuisde het museum naar Boca Raton (Florida) en werd het het National Cartoon Museum.
In 1980 publiceerde Walker The Lexicon of Comicana, een boekje waarin hij speelse namen bedacht voor de diverse non-verbale symbolen die striptekenaars in komische strips gebruiken; bijvoorbeeld plewds zijn de vliegende zweetdruppeltjes rond het hoofd van iemand die een felle inspanning levert of die onder stress staat; indotherm is de verticale golvende lijn die uit een kop koffie opstijgt om aan te geven dat de koffie heet is; neoflect zijn de lijntjes rond een voorwerp die aanduiden dat het blinkt als nieuw. De stofwolkjes achtergelaten door voortsnellende figuren noemde hij briffits.
In 2006 lanceerde hij The Best of Times, een tijdschrift dat in Connecticut gratis verdeeld werd en dat ook online beschikbaar is. Het liep tot 2010 en bevatte een selectie van cartoons, artikels, puzzels en strips van diverse auteurs die verdeeld werden door King Features. Walkers zoon Neal was hoofdredacteur. Er verschenen 27 nummers van het tijdschrift.
Mort Walker overleed in 2018 op 94-jarige leeftijd in zijn woning in Stamford, Connecticut. Hij werd begraven in de Willowbrook Cemetery in Westport.